# Aplidiopsis pannosum
Aplidiopsis pannosum är en sjöpungsart som först beskrevs av Friedrich Ritter 1899.  Aplidiopsis pannosum ingår i släktet Aplidiopsis och familjen klumpsjöpungar. Inga underarter finns listade i Catalogue of Life.